# Mezjgorje
Mezjgorje (Russisch: Межгорье, wat betekent "intermontaan, tussen de bergen"), ook bekend onder de namen Koez-Jelga, Oefa-105 en Solnetsjny (Солнечный), is een gesloten stad in de Russische autonome deelrepubliek Basjkortostan op 230 kilometer ten zuidoosten van Oefa in de Zuidelijke Oeral aan de voet van het Jamataoegebergtemassief, aan de oever van de rivier de Maly Inzer. De stad bestaat uit twee samengevoegde nederzettingen, die eerder bekendstonden onder de postcodenamen Beloretsk-15 (Mezjgorje Joego-Zapadny; "Mezjgorje Zuid-West") en Beloretsk-16, naar de gelijknamige stad op 70 kilometer ten zuidoosten van de stad. De stad ligt in het district Beloretski, maar bestuurlijk gezien staat het onder directe jurisdictie van de autonome republiek. 

## Geschiedenis
Vroeger lag er het plaatsje (selo) Koez-Jelga (Кузъелга). Al in de Tweede Wereldoorlog was dit een gesloten plaats vanwege het grote bosbouwbedrijf dat er was gevestigd, waar hout werd geproduceerd voor de productie van ski's voor het front.
In de jaren 70 werd door het Staatsbouwbedrijf nr. 30 op grootschalige wijze begonnen met het graven van tunnels in de Jamantaoe en kwamen veel arbeiders naar de plaats. In 1979 werd de arbeidersnederzetting Solnetsjny gesticht. In 1995 werden de nederzettingen Beloretsk-15 en Beloretsk-16 samengevoegd tot de gesloten stad Mezjgorje. Het doel van de ondergrondse werkzaamheden is onduidelijk, waardoor er veel speculatie over is ontstaan. Door Russische functionarissen werden verschillende doelen opgegeven; mijnbouwwerkzaamheden (uranium), opslag van voedsel en kleding, opslag van staatschatten en gebruik als schuilkelder voor de top van Rusland in het geval van een atoomaanval (vergelijkbaar met de Cheyenne Mountain). Amerikaanse veiligheidsdiensten schatten dat tussen 1991 en 2000 alleen omgerekend 6 miljard dollar in het complex is geïnvesteerd door de Russische staat, in een tijd dat er een groot gebrek was aan geld. Verder vermoedden zij dat het complex ruim 1000 km² omvat en ruim enkele tienduizenden mensen moet kunnen huisvesten. Bewijzen voor deze vermoedens ontbreken echter. 

## Geboren in Mezjgorje
- Olga Viloechina (1988), biatlete

Bestuurlijk centrum: Oefa

Agidel · Bajmak · Belebej · Beloretsk · Birsk · Blagovsjtsjensk · Davlekanovo · Djoetsjoeli · Isjimbaj · Janaoel · Koemertaoe · Melo-oez · Mezjgorje · Neftekamsk · Oetsjaly · Oktjabrski · Salavat · Sibaj · Sterlitamak · Toejmazy